# Distretto di Bellavista (San Martín)
Il distretto di Bellavista è uno dei sei distretti della provincia di Bellavista, in Perù. Si trova nella regione di San Martín e si estende su una superficie di 287,12 chilometri quadrati.

Istituito il 15 ottobre 1925, ha per capitale la città di Bellavista; al censimento 2005 contava 13.896 abitanti.